# Distrito de Biržai
El distrito de Biržai (lituano: Biržų rajono savivaldybė) es un municipio-distrito lituano perteneciente a la provincia de Panevėžys.
En 2011 tiene 28 171 habitantes. Su capital es Biržai.
Se ubica al noreste de Panevėžys en la frontera con Letonia. Su término municipal alberga el punto más septentrional de Lituania.

## Subdivisiones
Se divide en ocho seniūnijos (entre paréntesis la localidad principal):
- Biržai (seniūnija urbana formada por la capital municipal)
- Seniūnija de Nemunėlio Radviliškis (Nemunėlio Radviliškis)
- Seniūnija de Pabiržė (Pabiržė)
- Seniūnija de Pačeriaukštė (Pačeriaukštė)
- Seniūnija de Papilys (Papilys)
- Seniūnija de Parovėja (Parovėja)
- Seniūnija de Širvėna (Biržai)
- Seniūnija de Vabalninkas (Vabalninkas)